# Joseph Guiraud
Pour les articles homonymes, voir Guiraud.
Pas d'image ? Cliquez ici

a Compétitions nationales et continentales officielles uniquement.

b Matchs officiels uniquement.
Joseph Guiraud, né le 14 janvier 1929 à Espéraza et mort le 17 avril 2020 à Carcassonne, est un joueur international français de rugby à XIII avec une brève expérience en rugby à XV, évoluant au poste de centre, de demi de mêlée ou de demi d'ouverture des années 1940 à 1970,.

## Biographie
Natif d'Espéraza, il grandit à Lézignan-Corbières et découvre dans sa jeunesse le rugby à XIII en intégrant le club du F.C. Lézignan. Après des débuts à seulement dix-sept ans en équipe première de ce dernier, il expérimente le rugby à XV au Castres olympique lors de la saison 1950 qui voit le club castrais champion de France sous la houlette de l'ancien treiziste Antonin Barbazanges. De retour au rugby à XIII, il évolue ensuite cinq saisons au F.C. Lézignan et compte comme coéquipiers Gilbert Bertrand, Auguste Ambert, Jacques Labrousse, André Dumas et Édouard Ponsinet. Il s'engage ensuite durant trois saisons avec le R.C. Carpentras disputant une demi-finale de Coupe de France en 1955. En 1957, il rejoint durant cinq saisons Montpellier XIII où il joue avec Jean Dop, Pierre Plô et Guy Cardona, puis enchaîne pendant trois saisons avec le Toulouse olympique XIII remportant, sous la houlette de Vincent Cantoni, le Championnat de France en 1965 avec Antoine Montcel, Georges Aillères et Pierre Lacaze. Enfin, il termine sa carrière sportive au XIII Limouxin avec un nouveau titre de Championnat de France en 1968 avec Francis de Nadaï, Guy Andrieu et Pierre Parpagiola dans le rôle d'entraîneur-joueur jusqu'à l'âge de 43 ans, jouant même avec son fils Hervé Guiraud.
Joueur de premier plan dans le Championnat de France dans les années 1950 et 1960 tout en évoluant dans des clubs loin des premières places, il compte 7 sélections avec l'équipe de France, prenant part à la Coupe d'Europe des nations en 1956, à la tournée de l'équipe de France de rugby à XIII en 1960 en Australie et Nouvelle-Zélande, et à la Coupe du monde en 1960.
Dans le civil, il travaille comme viniculteur.

## Palmarès

### En tant que joueur
- Collectif :
  - Vainqueur du Championnat de France : 1965 (Toulouse) et 1968 (Limoux).
  - Finaliste du Championnat de France : 1964 (Toulouse).
  - Finaliste de la Coupe de France : 1963 et 1964 (Toulouse).

#### Détails en sélection
| 1. | 10 mai 1956      | Angleterre       | 23-9  | Coupe d'Europe | Centre        | 5  | 1 | 1 | - |
| 2. | 16 juillet 1960  | Australie        | 7-5   | Test-match     | Demi de mêlée | -  | - | - | - |
| 3. | 23 juillet 1960  | Nouvelle-Zélande | 2-9   | Test-match     | Demi de mêlée | 2  | - | 1 | - |
| 4. | 6 août 1960      | Nouvelle-Zélande | 3-9   | Test-match     | Demi de mêlée | -  | - | - | - |
| 5. | 1er octobre 1960 | Grande-Bretagne  | 7-33  | Coupe du monde | Demi de mêlée | -  | - | - | - |
| 6. | 13 octobre 1960  | Nouvelle-Zélande | 22-11 | Test-match     | Demi de mêlée | 13 | 1 | 5 | - |
| 7. | 28 janvier 1961  | Grande-Bretagne  | 8-27  | Test-match     | Demi de mêlée | -  | - | - | - |

#### Statistiques
| Saison    | Saison                                                      | Championnat                                                 | Championnat                                                 | Coupe                                                       | Coupe                                                       | Sélection                                                   | Sélection                                                   | Sélection                                                   | Sélection                                                   | Sélection                                                   | Sélection                                                   | Sélection |
| Saison    | Saison                                                      | Comp.                                                       | Class.                                                      | Comp.                                                       | Class.                                                      | Comp.                                                       | M                                                           | Pts                                                         | Ess.                                                        | Buts                                                        | Dp.                                                         |           |
| --------- | ----------------------------------------------------------- | ----------------------------------------------------------- | ----------------------------------------------------------- | ----------------------------------------------------------- | ----------------------------------------------------------- | ----------------------------------------------------------- | ----------------------------------------------------------- | ----------------------------------------------------------- | ----------------------------------------------------------- | ----------------------------------------------------------- | ----------------------------------------------------------- | --------- |
| 1947-1948 | FC Lézignan                                                 | Championnat de France                                       | 10e                                                         | Coupe de France                                             | 1/8 finale                                                  |                                                             |                                                             |                                                             |                                                             |                                                             |                                                             |           |
| 1948-1949 | FC Lézignan                                                 | Championnat de France                                       | 11e                                                         | Coupe de France                                             | 1/4 finale                                                  |                                                             |                                                             |                                                             |                                                             |                                                             |                                                             |           |
| 1949-1950 | passage au rugby à XV au Castres olympique durant cinq mois | passage au rugby à XV au Castres olympique durant cinq mois | passage au rugby à XV au Castres olympique durant cinq mois | passage au rugby à XV au Castres olympique durant cinq mois | passage au rugby à XV au Castres olympique durant cinq mois | passage au rugby à XV au Castres olympique durant cinq mois | passage au rugby à XV au Castres olympique durant cinq mois | passage au rugby à XV au Castres olympique durant cinq mois | passage au rugby à XV au Castres olympique durant cinq mois | passage au rugby à XV au Castres olympique durant cinq mois | passage au rugby à XV au Castres olympique durant cinq mois |           |
| 1949-1950 | FC Lézignan                                                 | Championnat de France                                       | 7e                                                          | Coupe de France                                             | 1/4 finale                                                  |                                                             |                                                             |                                                             |                                                             |                                                             |                                                             |           |
| 1950-1951 | FC Lézignan                                                 | Championnat de France                                       | 9e                                                          | Coupe de France                                             | 1/4 finale                                                  |                                                             |                                                             |                                                             |                                                             |                                                             |                                                             |           |
| 1951-1952 | FC Lézignan                                                 | Championnat de France                                       | 13e                                                         | Coupe de France                                             | 1/4 finale                                                  |                                                             |                                                             |                                                             |                                                             |                                                             |                                                             |           |
| 1952-1953 | FC Lézignan                                                 | Championnat de France                                       | 12e                                                         | Coupe de France                                             | 1/4 finale                                                  |                                                             |                                                             |                                                             |                                                             |                                                             |                                                             |           |
| 1953-1954 | FC Lézignan                                                 | Championnat de France                                       | 12e                                                         | Coupe de France                                             | 1/8 finale                                                  |                                                             |                                                             |                                                             |                                                             |                                                             |                                                             |           |
| 1954-1955 | RC Carpentras                                               | Championnat de France                                       | 10e                                                         | Coupe de France                                             | 1/2 finale                                                  |                                                             |                                                             |                                                             |                                                             |                                                             |                                                             |           |
| 1955-1956 | RC Carpentras                                               | Championnat de France                                       | 12e                                                         | Coupe de France                                             | 1/8 finale                                                  | CE                                                          | 1                                                           | 5                                                           | 1                                                           | 1                                                           | -                                                           |           |
| 1956-1957 | RC Carpentras                                               | Championnat de France                                       | 13e                                                         | Coupe de France                                             | 1/8 finale                                                  |                                                             |                                                             |                                                             |                                                             |                                                             |                                                             |           |
| 1957-1958 | Montpellier XIII                                            | Championnat de France                                       | 9e                                                          | Coupe de France                                             | 1/8 finale                                                  |                                                             |                                                             |                                                             |                                                             |                                                             |                                                             |           |
| 1958-1959 | Montpellier XIII                                            | Championnat de France                                       | 9e                                                          | Coupe de France                                             | 1/8 finale                                                  |                                                             |                                                             |                                                             |                                                             |                                                             |                                                             |           |
| 1959-1960 | Montpellier XIII                                            | Championnat de France                                       | 12e                                                         | Coupe de France                                             | 1/4 finale                                                  | TO                                                          | 3                                                           | 2                                                           | -                                                           | 1                                                           | -                                                           |           |
| 1960-1961 | Montpellier XIII                                            | Championnat de France                                       | 1/4 finale                                                  | Coupe de France                                             | 1/8 finale                                                  | CM                                                          | 3                                                           | 13                                                          | 1                                                           | 5                                                           | -                                                           |           |
| 1961-1962 | Montpellier XIII                                            | Championnat de France                                       | 10e                                                         | Coupe de France                                             | 1/4 finale                                                  |                                                             |                                                             |                                                             |                                                             |                                                             |                                                             |           |
| 1962-1963 | Toulouse olympique XIII                                     | Championnat de France                                       | Barrage                                                     | Coupe de France                                             | Finaliste                                                   |                                                             |                                                             |                                                             |                                                             |                                                             |                                                             |           |
| 1963-1964 | Toulouse olympique XIII                                     | Championnat de France                                       | Finaliste                                                   | Coupe de France                                             | Finaliste                                                   |                                                             |                                                             |                                                             |                                                             |                                                             |                                                             |           |
| 1964-1965 | Toulouse olympique XIII                                     | Championnat de France                                       | Champion                                                    | Coupe de France                                             | 1/2 finale                                                  |                                                             |                                                             |                                                             |                                                             |                                                             |                                                             |           |
| 1965-1966 | XIII Limouxin                                               | Championnat de France                                       | Barrage                                                     | Coupe de France                                             | 1/2 finale                                                  |                                                             |                                                             |                                                             |                                                             |                                                             |                                                             |           |
| 1966-1967 | XIII Limouxin                                               | Championnat de France                                       | 1/2 finale                                                  | Coupe de France                                             | 1/2 finale                                                  |                                                             |                                                             |                                                             |                                                             |                                                             |                                                             |           |
| 1967-1968 | XIII Limouxin                                               | Championnat de France                                       | Champion                                                    | Coupe de France                                             | 1/8 finale                                                  |                                                             |                                                             |                                                             |                                                             |                                                             |                                                             |           |
| 1968-1969 | XIII Limouxin                                               | Championnat de France                                       | 1/2 finale                                                  | Coupe de France                                             | 1/4 finale                                                  |                                                             |                                                             |                                                             |                                                             |                                                             |                                                             |           |
| 1969-1970 | XIII Limouxin                                               | Championnat de France                                       | Barrage                                                     | Coupe de France                                             | 1/8 finale                                                  |                                                             |                                                             |                                                             |                                                             |                                                             |                                                             |           |
| 1970-1971 | XIII Limouxin                                               | Championnat de France                                       | 7e                                                          | Coupe de France                                             | 1/2 finale                                                  |                                                             |                                                             |                                                             |                                                             |                                                             |                                                             |           |
| 1971-1972 | XIII Limouxin                                               | Championnat de France                                       | 8e                                                          | Coupe de France                                             |                                                             |                                                             |                                                             |                                                             |                                                             |                                                             |                                                             |           |

### En tant qu'entraîneur
- Collectif :
  - Vainqueur du Championnat de France :  1968 (Limoux).